# Langsdorffia
Langsdorffia ou Langsforffia é um gênero com pelo menos duas espécies de plantas parasitas subterrâneas pertencente à família Balanophoraceae. É originário da região neotropical.

## Descrição
As plantas possuem tubérculos subterrâneos alargados e rizomatosos, frequentemente ramificados e produtores de cera. Os talos emergem diretamente dos tubérculos, com numerosas folhas escamosas dispostas em espiral e escamas lanceoladas triangulares. As inflorescências são unissexuais, clilíndricas nos talos com estames e esféricas nos pistilados; as brácteas estão reduzidas a corpos cônicos de ápice alongado e são presentes apenas nas inflorescências com estames. As flores masculinas, de estame, têm três segmentos de periânto ovalado e três anteras em forma de ferradura, enquanto que as flores femininas, com pistilo, contam com segmentos do perianto em formato de prisma.

## Taxonomia
O gênero foi descrito pela primeira vez por Carl Friedrich Philipp von Martius e publicado no Journal von Brasilien, oder Vermischte Nachrichten aus Brasilien, auf Wissenschaftlichen Reisen Gesammelt 2: 179. 1818.
A espécie-tipo é a Langsdorffia hypogaea.

## Espécies
- Langsdorffia hypogaea — Espécie encontrada, dentre cavernas e outros lugares subterrâneos, no interior de minas abandonadas no Parque Estadual Serra da Candonga.
- Langsdorffia malagasica

Encontra também na região de mata na serra de taquaruçu Palmas-TO